# Sarracena brevilinea
Sarracena brevilinea là một loài bướm đêm trong họ Geometridae.